# Alte Freiheit (Wuppertal)

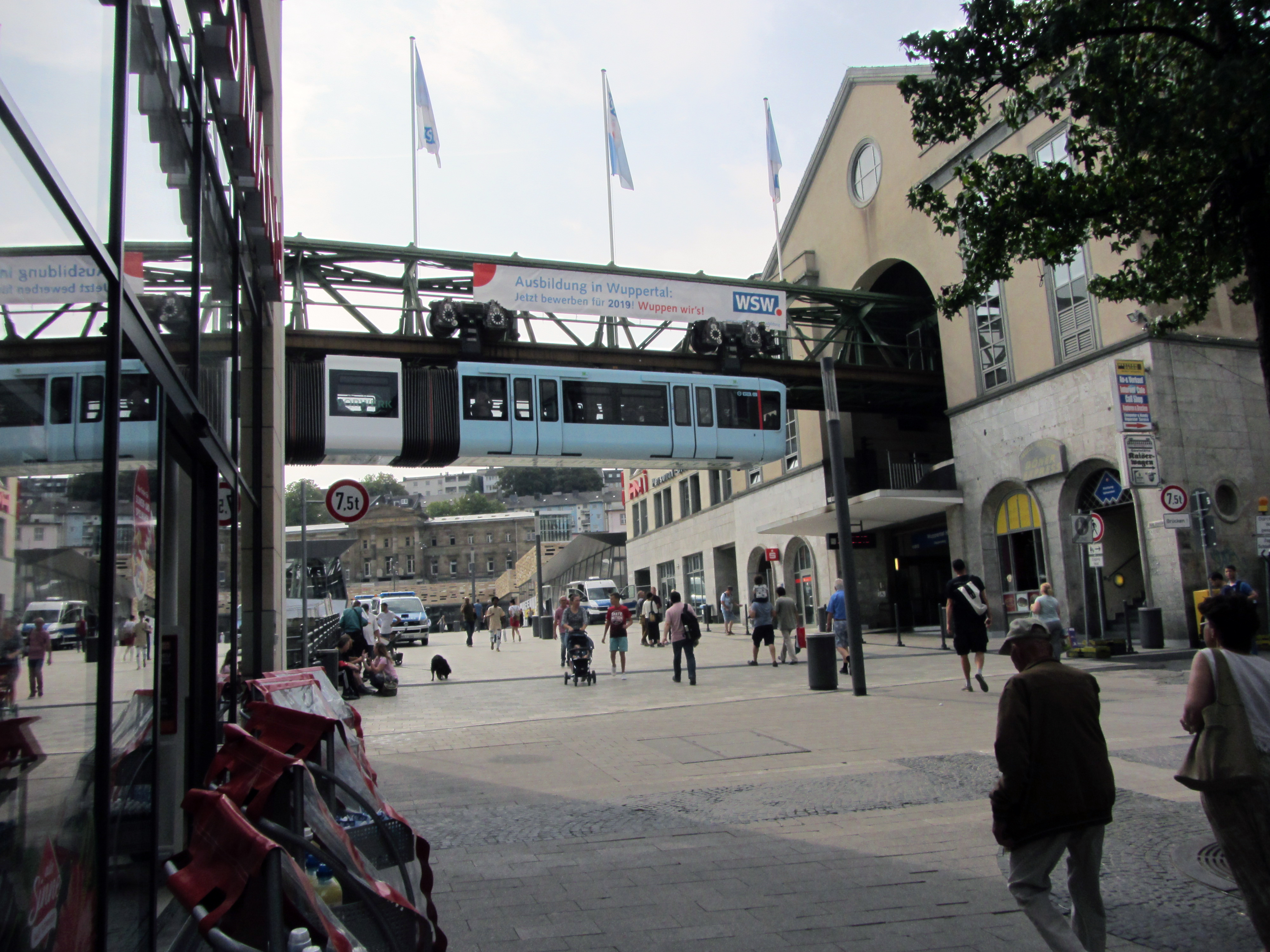
Blick in Richtung Süden am Köbo-Haus, im Hintergrund der Hauptbahnhof Wuppertal, 2018

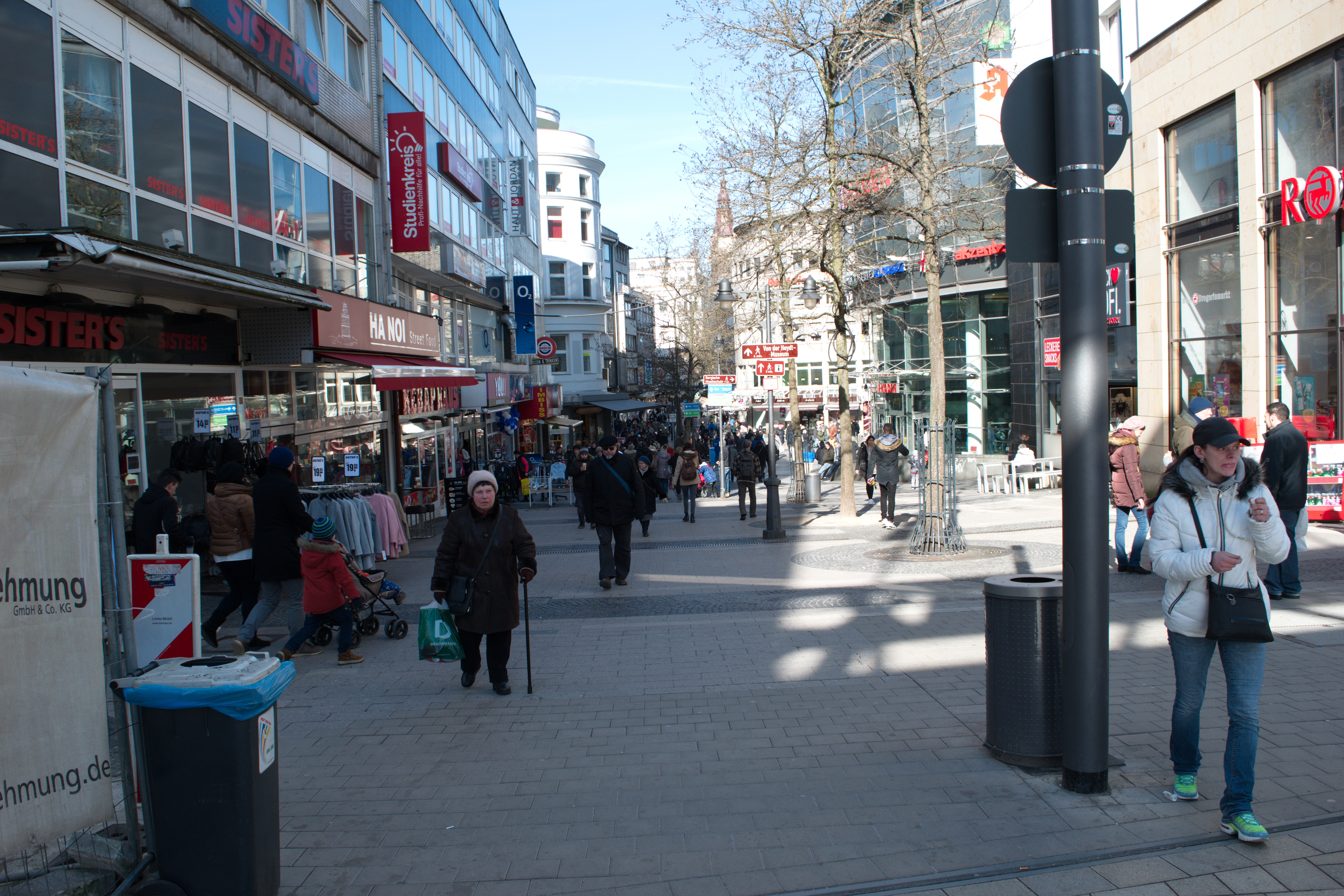
Blick in Richtung Norden, 2018

Die Alte Freiheit ist im Wuppertaler Stadtbezirk Elberfeld ein historischer innerstädtischer Platz, der als Freiheit Elberfeld vor der Burg Elberfeld lag und der historische Siedlungskern der späteren Stadt Elberfeld ist.

## Topographie
Vom innerstädtischen Platz ist, spätestens seit dem Bau der City-Arkaden, nur noch ein Straßenzug übrig geblieben. Die Alte Freiheit ist heute in die Fußgängerzone einbezogen. Sie beginnt im Norden an der Kreuzung der Straßen Turmhof, Poststraße und Schöne Gasse. Die Alte Freiheit ist dabei die Fortführung der Poststraße.
Die nächsten Straßen nach Osten sind Kipdorf und die Hofaue, sie umschließen den westlichen Teil der City-Arkaden. Nach Westen zweigen die Straßen Kirchstraße und die Calvinstraße ab, diese beiden führen zu der Alten reformierten Kirche. Seitlich, an der Nordseite des Köbo-Hauses, zweigt nach Westen die Straße Schloßbleiche ab.
Die Alte Freiheit endet im Süden an der Döppersberger Brücke am Köbo-Haus, das gleichzeitig die Schwebebahn-Station Wuppertal Hbf (früher Döppersberg) ist. Die Döppersberger Brücke, früher eine größere mehrbogige Brücke, ist seit dem 8. April 1968 in die Straßenbenennung Alte Freiheit mit einbezogen. Die Brücke, heute an dem Verkehrsknotenpunkt und Omnibusbahnhof Döppersberg, führte zum Wuppertaler Hauptbahnhof. Bis zur aktuellen Umgestaltung des Döppersbergs wurde die Verbindung von der Innenstadt zum Hauptbahnhof für den Fußgängerverkehr hauptsächlich über eine längere Unterführung unter der Bundesallee (Bundesstraße 7) bewerkstelligt.

## Architektur

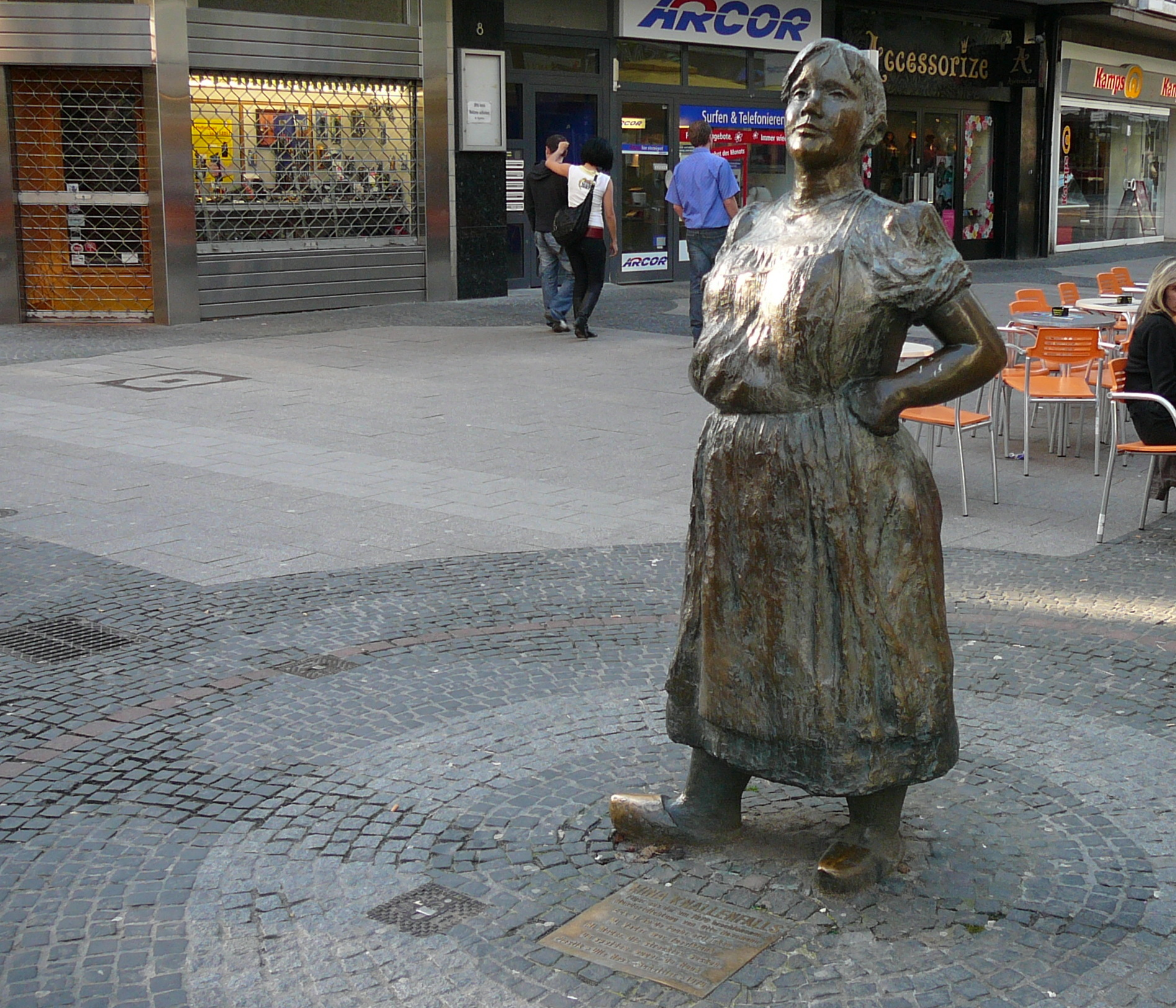
Mina Knallenfalls

Die im Jugendstil gebaute ehemalige Schwebebahn-Station wurde 1926 durch das Köbo-Haus ersetzt. Es ist das einzige Haus in der Stadt, das über der Wupper gebaut ist. Die Galerie Parnass (Hausanschrift Alte Freiheit 16 und 18) war in den 1950er-Jahren eine Galerie, die bundesweit Anerkennung fand. Am Beginn der Hofaue steht das Bankhaus J. Wichelhaus P. Sohn.
1968 wurde der Döppersberger Brunnen eingeweiht, diese Wasserspiele wurden 1988 entfernt und 1989 durch den Döppersberger Kugelbrunnen ersetzt. Der Kugelbrunnen wurde bei dem Bau der City-Arkaden entfernt. Er steht nun ohne Funktion auf dem Willy-Brandt-Platz neben dem Elberfelder Rathaus.
Im Kreuzungsbereich Turmhof, Poststraße und Schöne Gasse steht die Bronzefigur der Mina Knallenfalls, einer literarischen Gestalt des Mundartdichters Otto Hausmann, die sich zum Wuppertaler Original entwickelt hat.

## Geschichte

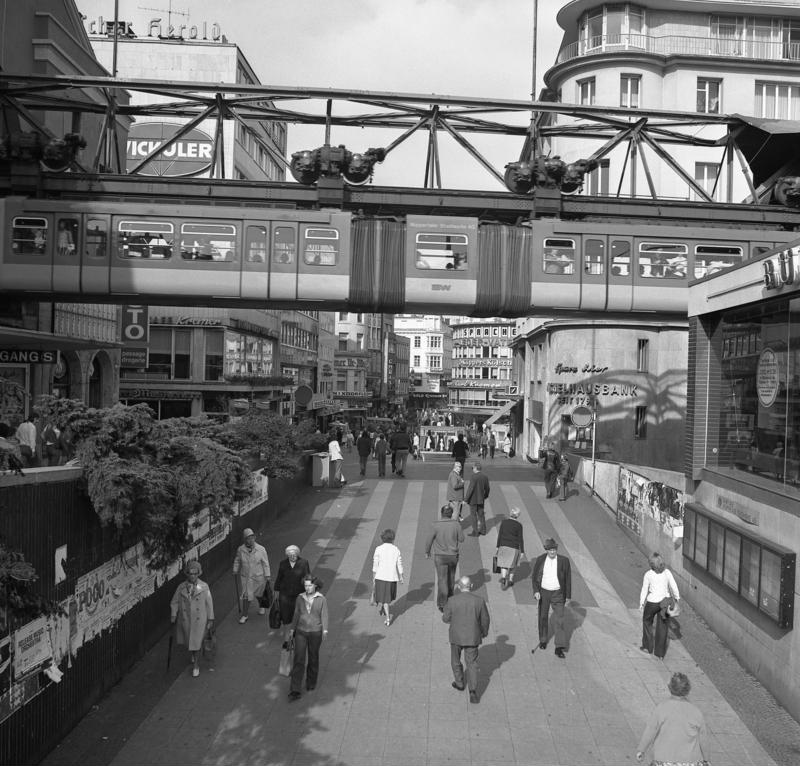
Blick auf die Alte Freiheit 1976

Im Urkataster von 1824/25 war die Straße am Alten Markt benannt, im Stadtplan von 1827 ist sie mit Alter Markt beschriftet. Der heutige Name bezieht sich auf die früheste Ansiedlung an der Burg Elberfeld im 14. Jahrhundert und wurde im Anfang des 15. Jahrhunderts als Freiheit bezeichnet.
Ein Markt befand sich schon 1603 an dieser Stelle (der Neue Markt), der Anfang des 19. Jahrhunderts zum Alten Markt (auch Altenmarkt) wurde, als man nördlich der Straße Wall den Neumarkt anlegte. Nach der Städtevereinigung mit Barmen griff man bei der Umbenennung 1935 auf die historische Bezeichnung Alte Freiheit zurück.
An der Einmündung zur Poststraße (damals Marktstraße) stand bis zur ersten Hälfte des 17. Jahrhunderts die Stadtwaage Elberfelds, wo auch Gerichtsverhandlungen und Magistratssitzungen abgehalten wurden. Man könnte die Stadtwaage als das erste Rathaus Elberfeld bezeichnen.
Mitte des 18. Jahrhunderts war auf dem Markt ein Pranger aufgestellt. 1852 beschrieb Coutelle den Alten Markt als einen unbedeutenden Platz, der von den durchkreuzenden Straßen gebildet wurde. Kurze Zeit später standen hier namhafte Gasthäuser und Geschäfte.
Heutzutage ist die Alte Freiheit der am meisten frequentierte Ort in ganz Wuppertal, was regelmäßig durch Messungen der Passantenfrequenzen in den Wuppertaler Innenstädten bestätigt wird. Daher gilt die Alte Freiheit gemeinsam mit Poststraße und Kerstenplatz als 1A-Handelslage in Wuppertal.
Immobilienbesitzer an der Poststraße, der Straße Alte Freiheit und am Kerstenplatz haben 2018 die „Immobilien- und Standortgemeinschaft (ISG) Poststraße/Alte Freiheit e. V.“ gegründet. Diese bemüht sich um eine Aufwertung dieses Stadtbereichs, durch die „die Poststraße […] ein neues Gesicht bekommen“ soll, nicht zuletzt angesichts des Umbaus und der Neugestaltung des nahegelegenen Döppersbergs.
Die ISG Poststraße/Alte Freiheit investiert dafür bis 2023 eine Million Euro – das Geld stammt ausschließlich aus den Mitteln der Eigentümer und nicht aus öffentlichen Zuschüssen.  Mithilfe dieser Investitionen möchte die ISG unter anderem ein neues Beleuchtungskonzept und eine attraktivere Gestaltung des Straßenraums an Poststraße, Alter Freiheit und Kerstenplatz realisieren. Außerdem hat sie für den Straßenzug den Markennamen „Eins A Elberfeld“ etabliert – dieser spielt auf den Anspruch des Areals, Wuppertals bevorzugte Einkaufsmeile zu sein, sowie auf den Status als frequenzstärkste 1A-Handelslage an.